# Sint-Pieterskerk (Orsmaal)

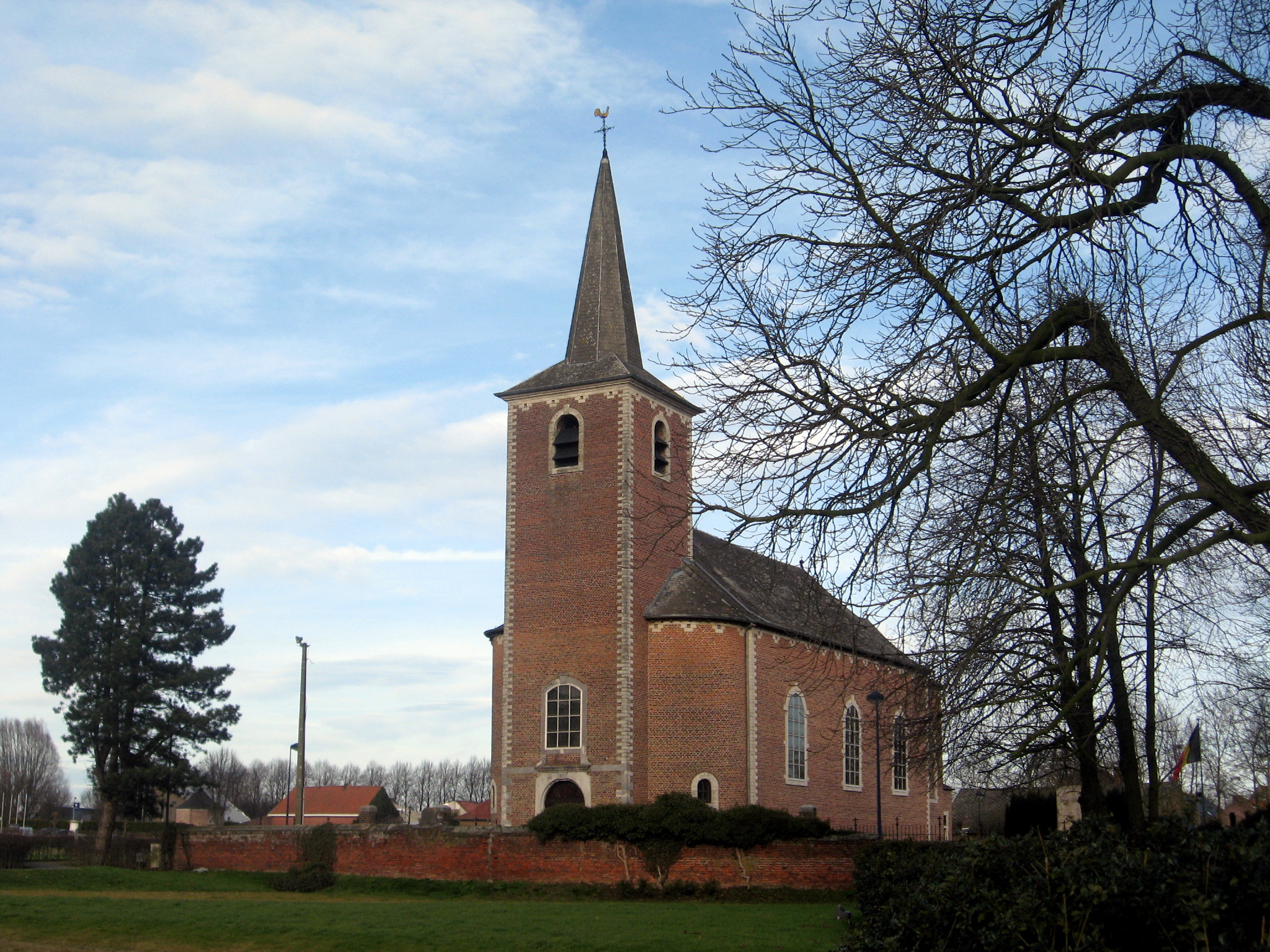
Sint-Pieterskerk

De Sint-Pieterskerk is de parochiekerk van de tot de Vlaams-Brabantse gemeente Linter behorende plaats Orsmaal, gelegen aan de 3e Regiment Lanciersstraat.

## Geschiedenis
De eerste kerk zou zijn opgericht door graaf Godfried I van Leuven als hofkapel bij de burcht. Hij bezat het patronaatsrecht dat later zou zijn verleend aan de heren van ten Steen. Het tiendrecht was onder meer in handen van de Abdij van La Ramée.
De bewogen geschiedenis van deze kerk resulteerde uiteindelijk in de bouw van een classicistisch kerkje in 1765.

## Gebouw
Het betreft een eenbeukig bakstenen kerkje met ingebouwde westtoren. De kerk heeft rondbogige vensters.

## Interieur
De kerk bezit een opvallend baldakijn (vervaardigd in 1765 of 1817) en een eiken koorgestoelte van omstreeks 1700 dat afkomstig zou zijn van het Klooster van Maagdendaal te Oplinter.
Het orgel is van 1710 en werd vervaardigd door Jean-Baptiste Forceville. Het is afkomstig uit de Sint-Pieterskerk van Ukkel. De kerk bezit een kruisbeeld (2e helft 16e eeuw), 17e-eeuwse beelden van Sint-Hubertus en Sint-Rochus, en Sint-Sebastiaan (begin 18e eeuw).
Uit de in 1992 gesloopte Sint-Lambertuskerk van Gussenhoven zijn enkele 18e-eeuwse heiligenbeelden (Andreas, Lambertus en Remigius) naar de Sint-Pieterskerk overgebracht, evenals enkele romaanse kapitelen en 18e-eeuwse reliekhouders.